# Rock n' Roll Racing
Rock n' Roll Racing (з англ. — «Перегони під рок-н-рол») — відеогра в жанрі аркадних бойових перегонів, випущена компанією Blizzard в 1993 році для ігрових приставок Sega Mega Drive і Super Nintendo. У 2003 році гру перевидано для Game Boy Advance. Симулятор перегонів із можливістю застосовувати під час заїзду зброю та інші засоби, здатні значно затримати противників. Має режим для одного та двох гравців.

## Ігровий процес
У кожному заїзді беруть участь 4 гонщики, в залежності від обраного режиму одним із них або двома можуть керувати гравці, рештою автомобілів керує штучний інтелект гри. Траса перегонів відображається в ізометричній проєкції.
Основний акцент у грі зроблено на можливості атакувати суперника; однак підірвана машина через кілька секунд знову опиняється на трасі з повним запасом здоров'я, єдина шкода від цього — затримка противника і втрата позиції. Гравці отримують «бонус атаки» у вигляді грошової винагороди щоразу, коли підривають машину суперника за допомогою своєї зброї (і подібний «бонус кола», коли обходять суперника на одне коло). Руйнуванню та відновленню автомобілів так само сприяють розподілені на трасі міни та аптечки. Також на трасі є грошові бонуси. Серед інших перешкод — калюжі моторної оливи, обмерзлі ділянки або калюжі лави (залежно від планети, на якій проводиться гонка), а також численні трампліни та рідкі провалля.
Події, що відбуваються на трасі, висвітлює коментатор «Loudmouth Larry» (Larry «Supermouth» Huffman), який з ентузіазмом видає фрази на зразок «The stage is set, the green flag drops!» або «Rip: is about to blow!» (Між іменем персонажа і подальшою фразою завжди є невелика пауза, спричинена тим, що для кожного імені та кожної фрази використовується окремий звуковий фрагмент).
У перерві між перегонами гравці можуть витратити зароблені гроші на покращення обладнання своєї машини (двигун, шини, підвіска та броня) або збільшення боєзапасу (енергетичні промені, ракети, олія, міни) та запасу турбо (стрибки, прискорення), до 7 слотів. Попри обмежений запас, витрачені зброя та турбоприскорення відновлюються після кожного кола.
Кожен заїзд включає чотири кола. Гроші потрібні для покупки покращень і нових машин, а очки — для переходу до наступної ліги чи наступної планети. У режимі гри для двох гравців, якщо лише один з них має достатню кількість очок, персонаж запитує: «Leave your loser friend behind?» («Залишити твого приятеля-невдаху позаду?»), даючи змогу гравцеві продовжувати самому і видаляючи другого гравця з гри. Покинутому гравцеві залишається лише сподіватися, що він записав найсвіжіший пароль (паролі доступні на екрані «F/X») і що щасливіший гравець відновить гру і дасть йому другий шанс.

## Музика
Для музичного оформлення гри використано мелодії відомих гуртів:
- «Paranoid» (Black Sabbath)
- «The Peter Gunn Theme»[en] (Генрі Манчіні)
- «Highway Star» (Deep Purple)
- «Radar Love» (Golden Earring; тільки для Sega Mega Drive/Genesis)
- «Born to Be Wild» (Steppenwolf)
- «Bad to the Bone» (Джордж Торогуд)

## Оцінки та нагороди
| Агрегатор    | Оцінка  |
| ------------ | ------- |
| GameRankings | 82,29 % |

У 1993 році журнал Electronic Gaming Monthly назвав Rock n' Roll Racing «найкращою автомобільною гонкою».